# Kontcha
Kontcha est une commune du Cameroun située dans la région de l'Adamaoua et le département de Faro-et-Déo, à proximité de la frontière avec le Nigéria. Elle est le chef-lieu de l'arrondissement de Kontcha.

## Population
Lors du recensement de 2005, la commune comptait 6 938 habitants, dont 3 290 pour la ville de Kontcha.

## Structure administrative de la commune
Outre Kontcha proprement dit, la commune comprend les villages suivants :
- Djombi
- Dow Deo
- Gada-Mayo
- Kodjoli